# (1825) Klare
(1825) Klare est un astéroïde de la ceinture principale découvert le 31 août 1954 par l'astronome allemand Karl Wilhelm Reinmuth. Le lieu de découverte est Heidelberg (024). Sa désignation provisoire était 1954 QH.
Sa distance minimale d'intersection de l'orbite terrestre est de 1,382300 ua.